# 18. Flak-Brigade
Die 18. Flak-Brigade war ein Kampfverband in Brigadestärke der Luftwaffe im Zweiten Weltkrieg. Die Aufstellung des Brigadestabes erfolgte am 13. Februar 1943 unter dem späteren Generalmajor Karl Halberstadt.

## Einsatzgeschichte
Zunächst noch unter dem Namen Flak-Brigade XVIII für den Einsatz in Frankreich aufgestellt, übernahm der Brigadestab die operative Führung aller in Südfrankreich stationierten Flakregimenter. Der Gefechtsstand befand sich dabei in Nîmes. Unterstellt war der Brigadestab der 11. Flak-Division. Er umfasste zum 1. November 1943 das
- Flak-Regiment 69 in Marseille
- Flak-Regiment 85 in Tarascon sowie das
- Flak-Regiment 653 in Narbonne

Anfang Januar 1944 wurde der Brigadestab von seinem bisherigen Stationierungsort gen Norden verlegt und der 16. Flak-Division unterstellt. Gefechtsstand war hier Havrincourt. Der Brigadestab übernahm dort die Führung des Flak-Regiments 95 in Antwerpen sowie des Flak-Regiment 656 in Beauvais. Nach der Alliierten Landung in der Normandie, änderten sich die unterstellten Regimenter ständig. Mit Stichtag zum 1. November 1944 waren ihr das Flak-Regiment 94 sowie das Flak-Regiment 95 unterstellt. Im Zuge des allmählichen Rückzugs aus Frankreich und Belgien befand sich der Brigadestab zunächst in Brüssel, später Arnheim und im Februar 1945 im Raum Geldern. 
Im März 1945 stand die Brigade am linksrheinischen Ufer im beweglichen Kampfeinsatz, der sich in den folgenden Tagen auf das rechtsrheinische Ufer verlegte. Hier unterstanden dem Brigadestab die folgenden Regimenter:
- Flak-Regiment 95
- Flak-Regiment 100
- Flak-Regiment 129 sowie das
- Flak-Regiment 181

Am 24. März 1945 konnten diese Regimenter 135 Feindflugzeugen und Lastensegler abzuschießen, wofür die Brigade am 26. März 1945 im Wehrmachtbericht lobend erwähnt wurde. Am 11. April 1945 wurde dem Brigadestab der Schutz der Weser-Fähren nördlich von Bremen befohlen. Gefechtsstand wurde Oldenburg. Noch in den allerletzten Kriegstagen wurde der Brigade die Verlegung in den östlichen Kampfraum der Elbe befohlen, den sie am 3. Mai 1945 mit 12 schweren und 25 mittleren und leichten Flak-Batterien im Raum südlich von Cuxhaven erreichte. Ob die Luftsicherung der Elbübergänge in diesem Raum noch vor Kriegsende aufgenommen werden konnte, erscheint zweifelhaft. Mit der Teilkapitulation der Wehrmacht für Nordwestdeutschland, Dänemark und die Niederlande am 4. Mai 1945 endeten die Kampfhandlungen der 18. Flak-Brigade. Ihr Brigadestab sowie die unterstellten Regimenter gerieten anschließend in amerikanische Kriegsgefangenschaft.